# Poslední kojot
Poslední kojot je v pořadí čtvrtý román amerického spisovatele detektivních knih Michaela Connellyho s losangeleským detektivem Hieronymem "Harrym" Boschem v hlavní roli. V originále byl vydán v roce 1995 a v roce 1996 získal ocenění Dilys, které uděluje asociace Independent Mystery Booksellers.

## Původ názvu knihy
Losangeleský detektiv Harry Bosch několikrát zahlédne osamělého kojota blízko svého domu v horách nedaleko Los Angeles. Kojot se mu pak objevuje v jeho snech. Zmíní se o tom na psychiatrických sezeních, na které dochází v rámci policejního oddělení. Psycholožka si tuto skutečnost vysvětluje tak, že Bosch věří, že na policejním oddělení už neslouží mnoho takových policistů jako je on, a má pocit, že jeho existence je ohrožena, stejně jako existence tohoto kojota.

## Děj knihy
Protože byl Bosch při své práci zapleten do incidentu se střelbou, ocitl se na nucené dovolené. Dříve než se bude moci vrátit do práce, musí navštěvovat terapeutická sezení. Při nich se musí o tomto incidentu a o sobě samotném bavit s policejní psycholožkou, Carmen Hinojosovou. Navíc se Bosch před třemi týdny rozešel se svou přítelkyní Sylvií Mooreovou. Carmen požádá Bosche, aby jí popsal své životní poslání. Harry se rozhodne, že jeho životním posláním je vyšetřování smrti své matky, která byla prostitutkou a byla uškrcena, když Harrymu bylo dvanáct. V policejním archívu si opatří složku této vraždy a začne procházet znovu celý případ. Nejprve se vydá navštívit Meredith Romanovou, prostitutku, která byla nejlepší přítelkyní jeho matky. Podaří se mu od ní získat zajímavou informaci, kterou Meredith tehdy policii nesdělila, a to že v tu noc kdy k vraždě došlo se jeho matka chystala jít na schůzku s Arno Conklinem do Hancock Parku. S pomocí nového reportéra Los Angeles Times začíná Bosch prošetřovat Foxe, Conklina a Conklinova tehdejšího blízkého spolupracovníka Mittela. Zjišťuje, že Fox byl zabit při roznášení letáků pro Conklinovu volební kampaň, když ho srazilo auto, které následně ujelo. Conklin v té době kandidoval na okresního návladního. Od jednoho starého přítele na policii také zjistí, že Mittel je nyní úspěšným právníkem a pomáhá organizovat a financovat volební kampaně. Momentálně pomáhá počítačovému magnátovi Robertovi Shepardovi s kandidaturou do senátu. Harryho napadne zajet se podívat na Shepardův dům a náhodou se ocitne na večírku na podporu jeho kandidatury. Zde potká Mittela a jednoho z obsluhujících na večírku požádá, aby Mittelovi předal obálku. Při tom se představí jménem svého šéfa Poundse. Harry do obálky vloží kopii novinového článku o Foxově smrti a zakroužkuje jména Conklin, Mittel a Fox. Pod článek napíše: „Díky čemu získal Johnny svou práci?“ Harry zjistí, že z původních vyšetřovatelů tohoto případů zůstal naživu již jen jediný a šeky s penzí si nechává zasílat do poštovní schránky na Floridě. Nasedne tedy do letadla, aby si promluvil Jakem McKittrickem, detektivem ve výslužbě. Od něj zjistí, že hned na začátku vyšetřování byl jeho partner Eno zavolán do kanceláře okresního návladního a bylo mu zde řečeno, že Fox s tou vraždou nemá nic společného, a policejní oddělení by jej nemělo obtěžovat s vyšetřováním. Jedinou možností bylo vyslechnout jej v Conklinově kanceláři. Po tomto výslechu však vyšetřování skončilo ve slepé uličce a případ nebyl nikdy vyřešen.
Aby se dostal do střežené komunity, ve které McKittrick žije, předstírá Bosch, že zde má zájem o koupi domu a absolvuje krátkou prohlídku domu. Po odchodu od McKittricka se do domu ještě vrátí a nakonec prožije krátký milostný románek s majitelkou domu, Jasmine Corianovou. Na Floridě stráví u Jasmine jeden den navíc a navzájem si v posteli odhalí některá svá osobní tajemství. Po cestě zpátky do Los Angeles se zastaví v Las Vegas aby navštívil vdovu po druhém detektivovi, který vyšetřoval vraždu jeho matky. Této ženě je již devadesát jedna let a je invalidní. Boschovi se však podaří přemluvit její sestru, která se o ní stará, k tomu aby si mohl odnést některé Enovy staré složky. Z těchto složek zjistí, že Eno dostával každý týden 1000 dolarů od uměle vytvořené společnosti a to počínaje rok po vraždě jeho matky. Také zjistí, že představiteli této společnosti byli Eno, Gordon Mittel a Arno Conklin. Když se vrátí do Los Angeles tak na něj doma čekají čtyři policisté Losangeleského policejního oddělení. Zatímco byl na Floridě, jeho šéf Harvey Pounds byl nalezen mrtvý se známkami mučení v kufru svého auta. Bosch je odveden na policejní oddělení v Parker Center k výslechu. Harry si uvědomí, že Pounds byl pravděpodobně zabit proto, že na večirku pro podporu Shepardovy kampaně použil Poundsovo jméno když se pokoušel vystrašit Mittela. Od reportérky Los Angeles Times Keishy Russellové se Harry dozví, že tím kdo napsal článek o Foxovi, byl reportér jménem Monte Kim. Russelová dá Boschovi také jeho adresu. Bosch se vydá navštívit Kima a zjistí, že když psal článek o Foxově smrti vynechal při tom informace o jeho nelegální minulosti, aby tak získal od Conklina práci. Kim měl Conklinovy a Foxovy fotografie se dvěma ženami (Meredith Romanovou a Boschovou matkou) a použil je k tomu, aby Conklina vydíral a získal tak práci.
Bosch věří, že již má dost informací k tomu, aby mohl Conklina konfrontovat, a vydá se jej navštívit do pečovatelského domu. Tady zjistí, že ve skutečnosti Conklin jeho matku miloval, a v den kdy byla zavražděna se rozhodli společně odjet do Las Vegas a vzít se. Conklin tehdy zavolal Mittelovi a požádal jej, aby jel s nimi a byl jeho svědkem. Mittel to odmítl a řekl mu, že pokud si ji vezme tak to zničí jeho kariéru. Conklin si myslí, že Boschovu matku zavraždil právě Mittel. Poté, co Bosch opustí Conklina praští jej někdo kovovou tyčí do hlavy při nastupování do auta a s krvácející hlavou se probere v kulečníkové herně v Mittelově domě. Než kdokoliv vstoupí dovnitř, podaří se Boschovi ukrýt do kapsy kulečníkovou kouli, jež by mohl eventuálně použít jako zbraň. Mittel sdělí Boschovi, že Conklin vyskočil z okna svého pokoje hned potom co od něj Bosch odešel. Takže jedinou zbývající nepohodlnou osobou, kterou je třeba odklidit je Bosch. Poté, co mu Bosch řekne, že svůj kufřík s důkazy nechal v Conklinově pokoji, přikáže Mittel Jonathanovi aby Bosche odstranil. Boschovi se ale podaří Jonathanově ráně vyhnout a zasáhne jej kulečníkovou koulí a omráčí jej. Mittel se dá na útěk a Bosch jej pronásleduje. Mittel se pokusí zaútočit na Bosche ze zálohy a v následné rvačce Mittel spadne ze skály a umírá. Bosch se vrátí do domu, ale Jonathana už tady nenajde. Následně dorazí policie a Bosch upadne do bezvědomí a probudí se až na pohotovosti. Bosch si uvědomí, že může dokázat to, že Mittel zabil jeho matku tím, že porovná jeho otisky prstů s otisky nalezenými na opasku, kterým byla jeho matka zabita. Otisky získá od koronera, ale neshodují se. Bosch tedy absolvoval všechny tyto peripetie a stejně vraha své matky nenalezl.
Bosch se vrátí zpět, aby si promluvil s Hinojosovou. Ta mu sdělí svůj názor na fotky z místa činu vraždy jeho matky. Všimla si, že všechny šperky, které na sobě jeho matka má jsou ze zlata, ale opasek, který byl použit jako vražedná zbraň je vyroben ze stříbra. To je kombinace, kterou by si žádná normální žena na sebe nevzala. Je možné, že ten opasek nepatřil Boschově matce a měl ho na sobě vrah před tím, než jej použil k jejímu zabití. Teď už Bosch věří, že zná osobu, která jeho matku zabila, a vydává se do domu Meredith Romanové. Tady zjistí, že jen několik dní před tím spáchala sebevraždu. Zanechala Boschovi dopis, v němž se mu pokusila vysvětlit své jednání. Zavolá policii a už se chystá odejít, když se na scéně objeví Jonathan a zamíří na něj zbraní. Celou dobu na něj čekal a počkal si, až najde Meredith a dopis. Protože Jonathan má v plánu Bosche zabít a pak utéct, rozhodne se mu říct pravdu, a to že on je ve skutečnosti Johny Fox. Jeho smrt byla jen fingovaná a ve skutečnosti zůstal s Mittelem jako jeho bodyguard. To Fox zabil Poundse a Conklina. Nakonec na místo dorazí policie a Fox je zastřelen, když se pokouší uniknout.

## Postavy v knize
- Harry Bosch – Detektiv losangeleského policejního oddělení
- Carmen Hinojosová — Psycholožka losangeleského policejního oddělení
- Meredith Romanová — Prostitutka a kamarádka Boschovy matky
- Keisha Russellová — Reportérka z Los Angeles Times
- Poručík Harvey "Devadesát osmička" Pounds — Boschův nadřízený
- Jerry Edgar — Boschův parťák
- Irvin Irving — Zástupce náčelníka losangeleského policejního sboru
- Arno Conklin — Bývalý okresní návladní
- Gordon Mittel — Právník
- Jake McKittrick — Detektiv, který vyšetřoval vraždu Boschovy matky
- Jasmine Corianová — Malířka, se kterou Harry prožije milostný románek během své cesty na Floridě.
- Monte Kim — Bývalý reportér Los Angeles Times